# بوبي كرايغ (لاعب كرة قدم)
بوبي كرايغ (بالإنجليزية: Bobby Craig)‏ (16 يونيو 1928 في المملكة المتحدة - 2016) هو لاعب كرة قدم بريطاني في مركز الظهير. لعب مع Bedford Town F.C. ‏.